# Embraer/FMA CBA 123 Vector
Dimensions

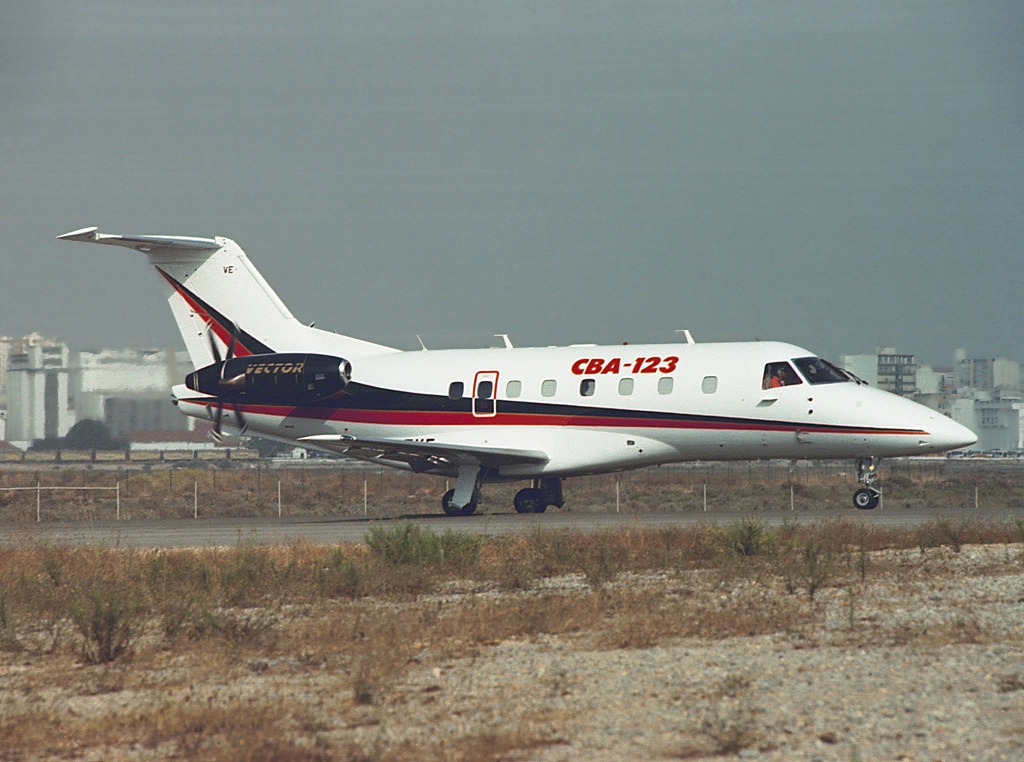
CBA-123 Vector.

L’Embraer/FMA CBA 123 Vector est un prototype d'avion de ligne, de transport et de tourisme régional. Conçu dans les années 1980 par le brésilien Embraer et l'argentin Fábrica Argentina de Aviones, il a volé pour la première fois le 18 juillet 1990. Il possédait deux turbopropulseurs placés à l'arrière du fuselage.
Il a été abandonné avant la fin de son développement, principalement à cause de son coût de production. Seuls deux prototypes ont été construits, le troisième restant inachevé.